# Le soleil donne
Singles de Laurent Voulzy
My Song of You
(1987) Paradoxal système
(1992)
Le soleil donne est une chanson de Laurent Voulzy, sortie en single en 1988. Les paroles sont écrites par Alain Souchon, tandis que Laurent Voulzy en a composé la musique. Elle est devenue une chanson emblématique de Laurent Voulzy et un de ses grands succès.

## Présentation
Cette chanson se veut un hymne à la fraternité et au respect des autres, notamment par le respect de la couleur de peau : 
Le soleil donne
La même couleur aux gens
Cette fraternité passe aussi par la diversité des langues utilisées dans la chanson, on compte ainsi quatre langues différentes : français, anglais, espagnol et portugais.
La chanson d'une durée de 7 minutes est coupée en deux réparties sur les deux faces sur le 45 tours.

## Classement
| Classement (1989)             | Meilleure position |
| ----------------------------- | ------------------ |
| Europe (Eurochart Hot 100)    | 73                 |
| France (SNEP)                 | 21                 |
| Québec (Palmarès francophone) | 32                 |

## Utilisation au cinéma et à la télévision
Dans le film Case Départ de 2011, le personnage Régis Grosdésir, interprété par Fabrice Eboué, interprète Le soleil donne au piano dans une scène comique.